# Ірвін (Міссурі)
Ірвін (англ. Irwin) — переписна місцевість (CDP) в США, в окрузі Бартон штату Міссурі. Населення — 47 осіб (2020).

## Географія
Ірвін розташований за координатами 37°35′19″ пн. ш. 94°17′12″ зх. д. / 37.58861° пн. ш. 94.28667° зх. д. (37.588674, -94.286559).  За даними Бюро перепису населення США в 2010 році переписна місцевість мала площу 0,78 км², з яких 0,77 км² — суходіл та 0,02 км² — водойми.

## Демографія
Згідно з переписом 2010 року, у переписній місцевості мешкало 69 осіб у 23 домогосподарствах у складі 18 родин. Густота населення становила 88 осіб/км².  Було 24 помешкання (31/км²).
Расовий склад населення:
| - 98,6 % — білих |

До двох чи більше рас належало 1,4 %. Частка іспаномовних становила 1,4 % від усіх жителів.
За віковим діапазоном населення розподілялося таким чином: 36,2 % — особи молодші 18 років, 60,9 % — особи у віці 18—64 років, 2,9 % — особи у віці 65 років та старші. Медіана віку мешканця становила 31,5 року. На 100 осіб жіночої статі у переписній місцевості припадало 91,7 чоловіків;  на 100 жінок у віці від 18 років та старших — 100,0 чоловіків також старших 18 років.
Цивільне працевлаштоване населення становило 35 осіб. Основні галузі зайнятості: виробництво — 100,0 %.